# Karl-Dieter Opp
Karl-Dieter Opp (* 26. Mai 1937 in Köln) ist ein deutscher Soziologe. Opp ist emeritierter Professor an der Universität Leipzig.

## Leben und Werk
Nach dem Abitur 1957 absolvierte Opp eine kaufmännische Lehre bei den Ford-Werken in Köln. Es folgte ein Studium der Volks- und Betriebswirtschaftslehre, Rechtswissenschaften, Wirtschaftspädagogik und Soziologie an der Universität zu Köln. 1967 Promotion bei René König in Köln. Ab 1967 war Opp Assistent am Soziologischen Seminar der Universität Erlangen-Nürnberg, wo er sich 1970 habilitierte. 1971 wurde er Professor für Soziologie an der Universität Hamburg. 1991–1992 hatte er die Theodor-Heuss-Professur an der New School for Social Research in New York inne. Seit 1993 ist Opp Professor für Soziologie an der Universität Leipzig (seit 2002 Emeritus). 2007 wurde Opp Affiliate Professor an der University of Washington (Seattle). Opp übernahm folgende Gastprofessuren (Auswahl): 
- 1983 Indiana University Bloomington
- 1991 Bundesuniversität in Recife / Brasilien
- 1993 und 2000 Universität Bern
- 2004 International University Bremen
- 2003 und die folgenden Jahre jeweils ein Quartal Lehre an der University of Washington
- 2004 Universität Breslau, im Rahmen des Erasmus-Programms der Europäischen Union
- 2009 ETH Zürich
- 2009 bis 2011 (jeweils im Wintersemester) Universität zu Köln
- 2013 Universität zu Köln im Rahmen der Cologne International Summer University (CISU)

Opp war Fellow am Netherlands Institute for Advanced Study (NIAS) 1976/1977 und an der Russell Sage Foundation 1996/1997, und Academic Visitor am Nuffield College der Universität Oxford. 
Opp ist stark vom individualistischen Ansatz beeinflusst. In diesem Sinne entwickelte er u. a. die Theorien abweichenden Verhaltens und politischer Partizipation weiter.

## Schriften (Auswahl)
- Advanced introduction to social movements and political protests. Elgar, Cheltenham 2022, ISBN 978-1-80088-793-0.
- Analytical criminology. Integrating explanations of crime and deviant behavior. Routledge/Taylor & Francis, London 2020, ISBN 978-0-367-08666-4.

- Methodologie der Sozialwissenschaften. Einführung in Probleme ihrer Theorienbildung und praktischen Anwendung. 7. Auflage, Springer VS, Wiesbaden 2014, ISBN 978-3-658-01910-5.
- Theories of political protest and social movements. A multidisciplinary introduction, critique, and synthesis. Routledge, London 2009, ISBN 978-0-415-48389-6.
- (mit Kurt Mühler): Region - Nation - Europa. Die Dynamik regionaler und überregionaler Identifikation. VS Verlag für Sozialwissenschaften, Wiesbaden 2006, ISBN 3-531-15155-X.
- (mit Kurt Mühler): Region und Nation. Zu den Ursachen und Wirkungen regionaler und überregionaler Identifikation. VS Verlag für Sozialwissenschaften, Wiesbaden 2004, ISBN 3-8100-4105-X.
- Die enttäuschten Revolutionäre. Politisches Engagement vor und nach der Wende. Leske und Budrich, Opladen 1997, ISBN 3-8100-1599-7.
- (mit Peter Voß): Die volkseigene Revolution. Klett-Cotta, Stuttgart 1993, ISBN 3-608-91191-X.
- (mit Wolfgang Roehl): Der Tschenobyl-Effekt. Eine Untersuchung über die Ursachen politischen Protests. Westdeutscher Verlag, Opladen 1990, ISBN 3-531-12127-8.
- The rationality of political protest. Westview Press, Boulder 1989, ISBN 0-8133-7758-7.
- Die Entstehung sozialer Normen. Ein Integrationsversuch soziologischer, sozialpsychologischer und ökonomischer Erklärungen. Mohr, Tübingen 1983, ISBN 3-16-944670-3.
- Individualistische Sozialwissenschaft. Arbeitsweise und Probleme individualistisch und kollektivistisch orientierter Sozialwissenschaft. Enke, Stuttgart 1979, ISBN 3-432-90511-4.
- Theorie sozialer Krisen. Apathie, Protest und kollektives Handeln. Hoffmann und Campe, Hamburg 1978, ISBN 3-455-09226-8.
- Soziologie der Wirtschaftskriminalität. Beck, München 1975, ISBN 3-406-04922-2.
- Abweichendes Verhalten und Gesellschaftsstruktur. Luchterhand, Neuwied 1974, ISBN 3-472-72601-6.
- Soziologie im Recht. Rowohlt, Reinbek 1973, ISBN 3-499-21052-5.
- Verhaltenstheoretische Soziologie. Eine neue soziologische Forschungsrichtung. Rowohlt, Reinbek 1972, ISBN 3-499-21019-3.
- Soziales Handeln, Rollen und soziale Systeme. Ein Erklärungsversuch sozialen Verhaltens. Enke, Stuttgart 1970, ISBN 3-432-01648-4.
- Kriminalität und Gesellschaftsstruktur. Eine kritische Analyse soziologischer Theorien abweichenden Verhaltens. Luchterhand, Darmstadt 1968.